# 爱德华·利文斯顿
爱德华·利文斯顿（英語：Edward Livingston，1764年5月28日—1836年5月23日），美国法理学家、政治家，曾任美国国务卿（1831年-1833年）。
| 前任： 马丁·范布伦 | 美国国务卿 1831年-1833年 | 繼任： 路易斯·麦克莱恩 |